# بیلی هوول
بیلی هوول (انگلیسی: Billy Howle؛ زادهٔ ۷ نوامبر ۱۹۸۹) هنرپیشه اهل بریتانیا است.
از فیلم‌ها یا برنامه‌های تلویزیونی که وی در آن نقش داشته‌است می‌توان به دانکرک، مرغ دریایی، حس یک پایان و در ساحل چزیل اشاره کرد.